# Daniel Olivares Viniegra
Daniel Olivares Viniegra (1961) es un escritor y poeta mexicano. Consejero editorial de la revista El Comité 1973 y miembro del grupo literario El Comité. Olivares ganó el Primer Premio en el Tercer Concurso Internacional de Poesía Navachiste en 1995.

## Biografía
Nació en Tehuetlán, Hidalgo. Realizó una maestría en Literatura Iberoamericana en la Universidad Nacional Autónoma de México. Previamente estudió la licenciatura en literatura en dicha institución. Olivares está casado con la artista visual Elsa Madrigal.
Ha publicado varios libros de poesía; y artículos, ensayos y poemas en diferentes revistas, como Humo Sólido y La Piraña.

## Obra selecta

### Poesía
Sartal del tiempo. México: Praxis. 1992. ISBN 968-6509-30-5.
Arenas. México: Universidad Autónoma de Sinaloa (col. Hipocampos). 1996. ISBN 968-6063-95-1.
Atar(de)sol. México: Cisnegro. 2016.
Antiparras: Antipoemas para lectores sin prejuicios. México: Trajín. 2017. ISBN 978-607-97783-0-9.